# Vokesimurex hamanni
Vokesimurex hamanni is een slakkensoort uit de familie van de Muricidae. De wetenschappelijke naam van de soort is voor het eerst geldig gepubliceerd in 1994 door Myers & Hertz.